# Herpyllus propinquus
Herpyllus propinquus är en spindelart som först beskrevs av Eugen von Keyserling 1887.  Herpyllus propinquus ingår i släktet Herpyllus och familjen plattbuksspindlar. Inga underarter finns listade i Catalogue of Life.